# Can Pujau
Can Pujau és una masia situada al municipi de Cabanelles, a la comarca catalana de l'Alt Empordà. Es troba als peus del Puig Pujau.